# Национальная акционерная компания
Национальная акционерная компания (НАК) (укр. Національна акціонерна компанія) — одна из организационно-правовых форм юридического лица на Украине, компания, образованная на базе государственных предприятий. В их уставные фонды передаётся имущество госкомпаний. Государство объясняет целесообразность формирования НАК стремлением повысить эффективность деятельности данных предприятий. Государственные предприятия, в соответствии с действующим законодательством Украины, несколько ограничены в правах. Так, они могут сталкиваться со сложностями при привлечении кредитов, отчуждении имущества и пр. Формирование на базе государственного предприятия акционерной компании (кроме НАК, широко распространена форма ГАК — «Государственная акционерная компания») теоретически должно упростить оперативную хозяйственную деятельность субъекта. Контроль над соблюдением своих интересов государство в данном случае осуществляет через руководителей компаний, которые назначаются органами власти. 100% уставных фондов НАК и ГАК принадлежат государству.